# Madison (Alabama)
 For alternative betydninger, se Madison. (Se også artikler, som begynder med Madison)
Madison er en by i staten Alabama i USA. Den ligger i Madison County og Limestone County og er en forstad til Huntsville. Madison har 56.933 (2020) indbyggere.

## Historie
Madisons første beboer var John Cartwright, der bosatte sig i området i 1818.
I nyere tid er Madison blevet den hurtigst voksende forstad til Huntsville. I 1980 var der omkring 4.000 indbyggere, og den har nu 56.933 (2020) indbyggere. Dette er også årsagen til, at byen har bredt sig ind i Limestone County inden for de seneste år.

## Økonomi
Madisons største arbejdsgiver er Intergraph, som er et software firma med hovedsæde i Madison. Tusindvis af Madisons indbyggere arbejder i de nærliggende Cummings Research Park og Restone Arsenal, som begge ligger i Huntsville.